# Parque nacional de Ifrán
El Parque nacional de Ifrán (en árabe: المنتزه الوطني إفران; en francés: Parc National d'Ifrane) es un área protegida en la cordillera del Atlas medio, en Marruecos. Tiene una extensión de 500 kilómetros cuadrados. Gran parte del parque está cubierto de bosques como el cedro del Atlas. El parque nacional de Ifrane es uno de los pocos hábitats que quedan para el mono de Berbería. Este primate prehistórico tenía una gama mucho más amplia en el norte de África, pero en la actualidad sobrevive como una especie en peligro de extinción en  hábitats estrictamente restringidos y fragmentados.